# クーロンズ・ホテル
「クーロンズ・ホテル」は、音声合成ソフト・鏡音リン歌唱のVOCALOID楽曲。2018年10月30日、日本のボカロP・てにをはによって発表された。

## 概要
2018年10月30日にコミックマーケット95で頒布された同人アルバム『てにをは文庫』の収録曲として発表された、VOCALOIDの鏡音リンを使用した楽曲。かつて存在した妖しげなスラム街に対する郷愁とスラム街が龍になって消えたという幻想を歌った曲。オルタナティブロック的な曲調と電子的な音色のビートが特徴的である。
てにをはが手掛ける楽曲の特徴である韻を踏んだ表現の多用、歌詞の言葉遊びが見受けられる。例えば、「幸　不幸」「福を乞う不幸」、「机上の九龍」「架空の崑崙」と脚韻を踏んでいる。
2019年2月1日にYouTubeとニコニコ動画にミュージック・ビデオが投稿され、2020年12月25日には鏡音リン・レン13周年を記念した『鏡音リン・レン 13th Anniversary』の1曲目として、KARENTによって各種音楽ストリーミング・サービスにおける配信が開始された。

## 収録内容
| #         | タイトル               | 作詞・作曲・編曲 | 時間 |
| --------- | ---------------------- | ---------------- | ---- |
| 1.        | 「クーロンズ・ホテル」 | てにをは         | 3:54 |
| 合計時間: | 合計時間:              | 合計時間:        | 3:54 |

## 映像作品
ミュージック・ビデオのイラストはてにをは自身によるものである。香港にかつて存在した九龍城砦を想起させる建物群、狗頭のベルボーイ、飛び上がる猫、竜人の大人と子供が手を繋いでいるイラストが主に用いられており、ネオンが鮮やかなスラム街の雰囲気が表現されている。

## 楽曲提供
カバー
- PARED - アルバム「Room Night」[5]

コンピレーション・アルバム
- 鏡音レン歌唱。アルバム「鏡音リン・レン 13th Anniversary」[4]。